# Luo Yutong
Luo Yutong (Huizhou, 6 de outubro de 1985) é um saltador chinês campeão olímpico. 

## Carreira

### Londres 2012
Luo Yutong representou seu país nos Jogos Olímpicos de Verão de 2012, na qual conquistou uma medalha de ouro, no trampolim sincronizado com Qin Kai. . Ele é da etnia hakka.